# Sulayman ibn Muhàmmad al-Mustaín
Abu-Ayyub Sulayman ibn Muhàmmad ibn Hud al-Judhamí al-Mustaín (àrab: أبو أيوب سليمان بن محمد بن هود الجذامي المستعين, Abū Ayyūb Sulaymān ibn Muḥammad ibn Hūd al-Juḏāmī al-Mustaʿīn) fou el fundador de la dinastia Banu Hud que va governar l'emirat de Saraqusta del 1039 al 1118.
Oficial dels tugíbides de Saraqusta, va prendre part a la campanya del califa Abd-ar-Rahman IV al-Murtada contra el regne de Granada, que va acabar en desastre (1018). Després fou nomenat valí de Làrida i va acollir el deposat Hixam al-Mutadd fins que va morir el 1036, moment en què es va declarar emir de Làrida. El 1039 va morir al-Múndhir ibn Yahya de Saragossa i fou succeït pel seu cosí Abd-Al·lah ibn Hàkam; Sulayman va ocupar la ciutat l'octubre i es va proclamar emir. Els seus dominis eren Làrida, Saraqusta, Waixqa, Qàlat al-Ayyub, i el territori al sud de l'Ebre en direcció a Balànsiya.
L'historiador Ibn Hayyan diu que dirigia un partit dels musulmans de la península.
Va morir el 1046 i el va succeir a Saraqusta el seu fill Àhmad ibn Sulayman al-Múqtadir, Yússuf ibn Sulayman al-Mudhàffar va rebre Làrida i Muhàmmad al-Múndhir ibn Sulayman va rebre l'emirat de Qàlat al-Ayyub i Tutila.